# Josué de Castro
Josué Apolônio de Castro (ur. 5 września 1908 w Recife, zm. 24 września 1973 w Paryżu) – brazylijski geograf, lekarz, pisarz, dyplomata, działacz społeczny i polityk, profesor uniwersytetu w Rio de Janeiro, przewodniczący Rady Organizacji ds. Wyżywienia i Rolnictwa (FAO) w latach 1952–1956, deputowany do parlamentu Brazylii (1955–1964, po wojskowym zamachu stanu utracił prawa polityczne), autor prac o problemach wyżywienia i głodu.